# Ősi
Ősi är en ort i Ungern.   Den ligger i provinsen Veszprém, i den västra delen av landet, 80 km sydväst om huvudstaden Budapest. Ősi ligger 110 meter över havet och antalet invånare är 2 146.
Terrängen runt Ősi är huvudsakligen platt, men norrut är den kuperad. Ősi ligger nere i en dal. Runt Ősi är det ganska tätbefolkat, med 70 invånare per kvadratkilometer. Närmaste större samhälle är Székesfehérvár, 17,4 km öster om Ősi. Trakten runt Ősi består till största delen av jordbruksmark.